# Ukrajinské letectvo

Emblém letectva

Ukrajinské letectvo (ukrajinsky Повітряні Сили України, Povitrjani Syly Ukrajiny) je součást ukrajinských ozbrojených sil. Velitelství se nachází ve městě Vinnycja. Hlavním úkolem je obrana vzdušného prostoru Ukrajiny.
Po rozpadu SSSR v roce 1991 zůstalo na Ukrajině velké množství letadel a vybavení. Od té doby se stavy letectva snižují a probíhá modernizace, ale přes to všechno pochází většina zařízení z dob SSSR. Přestože většina strojů byla již před ruskou invazí na Ukrajinu zastaralá, díky domácímu vojenskému konglomerátu Ukroboronprom, do něhož patřila mimo jiné společnost Antonov, se dařilo udržovat letectvo provozuschopné. V současné době[kdy?] v letectvu slouží 34 100 osob a 235 letadel.

## Historie

### Od vzniku po rozpad SSSR
První samostatné ukrajinské letectvo vzniklo v roce 1917 jako Vzdušná flota Ukrajinské lidové republiky, které zaniklo v roce 1921 spolu s Ukrajinskou lidovou republikou.
Ukrajinští piloti sloužili během druhé světové války v sovětském letectvu, kde se největším sovětským stíhacím esem stal ukrajinský pilot Ivan Nikitovič Kožedub s více než 60 samostatnými sestřely.

### 1991-2022

#### Formování samostatného letectva
Samostatné ukrajinské letectvo vzniklo po rozpadu SSSR 17. března 1992 z leteckých jednotek dislokovaných na území nově nezávislého státu. Ukrajina tak získala třetí nejsilnější vzdušné síly na světě se zhruba 2 000 vojenskými letadly ve čtyřech leteckých armádách, 122 tisíci vojáky a 27 tisíci civilními zaměstnanci.
Tak rozsáhlé vzdušné síla si však země nemohla dovolit provozovat, v Budapešťském memorandu se navíc zavázala předat své jaderné zbraně včetně nosičů. Například část z desítek strategických bombardérů Tu-160, Tu-95, Tu-22 a Tu-22M byla během 90. let a po roce 2000 výměnou za snížení dluhu předána Rusku, zbytek byl ve spolupráci se Spojenými státy americkými zlikvidován. Letecké síly byly postupně výrazně redukovány a piloti se potýkali s nízkými platy, nedostatkem paliva a nízkými ročními nálety. Když pak v roce 2014 z ruské strany došlo k anexi Krymu, byla to pro ukrajinské letectvo, které na poloostrově dislokovalo 126 letadel (část z nich byla později vrácena), velká rána.

#### Válka na východě Ukrajiny
Ukrajina nasadila letectvo v roce 2014 během bojů na východě Ukrajiny, kde výrazně přispělo k zastavení postupu separatistů v bitvách o Slovjansk nebo Kramatorsk a během první bitvy o doněcké letiště. 14. června 2014 však došlo k sestřelu ukrajinského transportního letounu Il-76, který si vyžádal 49 mrtvých na palubě a od září 2014 bylo Ukrajincům znemožněno používat letectvo kvůli podmínkám první minské dohody. Celkem bylo během bojů v roce 2014 sestřeleno 22 ukrajinských letadel a vrtulníků.
V modernizaci svého letectva se Ukrajinci snažili spolupracovat s dalšími zeměmi. Intenzivní spolupráce probíhala na poli vývoje vojenských dopravních a bezpilotních letadel s Tureckem, které vzhledem k problematickým vztahům Ukrajiny s ostatními zeměmi v regionu a posilujícímu tureckému vojenskému průmyslu, bylo logickým partnerem. V roce 2019 Ukrajina zakoupila prvních šest dronů Bayraktar TB2.
I přes výrazný nárůst finančních prostředků zůstávalo ukrajinské letectvo zastaralé a modernizace probíhala pomalu, což zemi činilo zranitelnou.

### Ruská invaze na Ukrajinu

#### Vzdušná válka na počátku invaze
Když v únoru 2022 ruské ozbrojené síly zaútočily na Ukrajinu, úvodními údery se mimo jiné snažily vyřadit ukrajinská vojenská letiště a protivzdušnou obranu. Ukrajinci však zřejmě i díky informacím západních zpravodajských služeb přesunuli své letuschopné letouny na záložní letiště, a zničeny tak byly zejména starší a vyřazené stroje.
V prvních hodinách invaze se ukrajinské letectvo účastnilo klíčové bitvy o letiště Hostomel poblíž Kyjeva, které se snažili obsadit ruští výsadkáři, aby mohli vést bleskový útok na ukrajinské hlavní město. Ruské letectvo ve dvoudenní bitvě přišlo o minimálně 8 vrtulníků, z nichž větší část byla sestřelena MANPADS, ale do bojů zasáhlo i ukrajinské letectvo, které kromě leteckých soubojů v sektoru také bombardovalo přistávací plochu letiště, čímž zbrzdilo přísun ruských posil a umožnilo ukrajinské armádě zformovat obranu v bitvě o Kyjev. Nejvýraznější ukrajinskou ztrátou bylo zničení největšího transportního letounu na světě An-225 Mrija.

#### Selhání ruské nadvlády
Ruské taktické letectvo, orientované zejména na podporu vlastních pozemních sil, navzdory drtivé kvalitativní i kvantitativní převaze nedokázalo vybojovat nad Ukrajinou vzdušnou nadvládu a při útocích vedených zejména letouny Su-25, Su-30 a Su-34 do ukrajinského vnitrozemí v počáteční fázi války zaznamenalo ze strany ukrajinského letectva a protivzdušné obrany značné ztráty. Úspěchy ukrajinských stíhacích letců s letouny Mig-29 a Su-27, zejména poblíž Kyjeva, kde byla jejich aktivita nejvyšší, daly vzniknout legendě o tzv. "Kyjevském přízraku", označovaném též jako "Duch Kyjeva", smyšleném ukrajinském leteckém esu. Rusové později změnili taktiku a díky modernějším strojům jako Mig-31 nebo Su-35 dokázali Ukrajincům způsobovat ztráty na velkou vzdálenost, obvykle z velké výšky ze vzdušného prostoru nad Ruskou federací. Ukrajinci tak při svých misích ve snaze přiblížit se vzdušným i pozemním cílům a vyhnout se detekci ze strany modernějších ruských strojů a radarů protivzdušné obrany využívali riskantních letů velmi nízko nad zemí.
Po zahájení ruských útoků na ukrajinskou infrastrukturu na podzim 2022 se ukrajinské letectvo začalo podílet také na sestřelování střel s plochou dráhou letu nebo masově nasazovaných íránských dronů Šáhid-136. Při srážkách s drony či jejich troskami však Ukrajinci přišli minimálně o dva letouny Mig-29.

#### Podpora pozemních sil
Od počátku invaze byla ukrajinská bitevní letadla Su-25 nasazována k zastavení a ničení postupujících nepřátelských kolon, intenzivní nasazení však do 3. března 2022 vedlo ke ztrátě minimálně 7 letounů Su-25, smrti 6 pilotů a jednomu zajetí.
Ani přes tyto ztráty a ruskou převahu ukrajinské letectvo nerezignovalo na podporu pozemních jednotek, ovšem změnilo taktiku nasazení. Kvůli nasycení oblasti bojů prostředky protivzdušné obrany piloti bitevních letounů i vrtulníků začali využívat nepříliš přesné nepřímé palby na cíl ze stoupání, kdy po příletu ve výšce 30-50 metrů nad zemí přešli do stoupání pod úhlem zhruba 45°, vypustili salvu neřízených střel směrem k ruským pozicím a společně s vypuštěním klamných cílů pro snížení pravděpodobnosti sestřelu se po ostrém obratu vrátili k nízkému letu zpět na základnu. Tato taktika díky minimalizaci rizika sestřelu i přes své limity umožnila pravidelnou pozemní podporu a měla psychologický význam pro morálku ukrajinských pozemních jednotek.
Dodání protiradarových střel AGM-88 HARM v létě až na podzim 2022 vedlo k částečnému potlačení ruské protivzdušné obrany a rozšíření podpory útočícím ukrajinským jednotkách při chersonské a mimořádně úspěšné charkovské protiofenzívě.
K úderům na pozemní cíle Ukrajinci zpočátku využívali i taktických bombardérů Su-24M, kterých jen do března 2022 ztratili celkem 9 včetně 7 padlých pilotů a 5 navigátorů. Po stabilizaci frontové linie a jejímu nasycení nepřátelskou protivzdušnou obranou se primární úkoly Su-24M změnily, přesto se od jara 2022 během ruského postupu znovu objevily i v této úloze.

#### Strategické bombardování
Přestože ukrajinské letectvo dlouhodobě nedisponovalo strategickými bombardéry, dodání střel s plochou dráhou letu Storm Shadow, pro jejichž odpalování byly upraveny taktické bombardéry Su-24M, ale dokonce i průzkumné letouny Su-24MR, umožnilo od května 2023 zasahovat cenné cíle vzdálenější od fronty, zejména na okupovaném Krymu. Ukrajinci s úspěchem opakovaně zaútočili například na strategicky významný přístav v Sevastopolu včetně sídla velení Černomořského loďstva, ale i kritická místa dopravní infrastruktury jako mosty. Dalším významným cílem strojů Su-24 se staly přímo válečné lodě Černomořské floty, které se opakovaných zásazích stáhly do vzdálenějšího přístavu v Novorossijsku.
Přestože ukrajinská letiště, kde Rusové předpokládali umístění bombardérů Su-24, se kvůli jejich důležitosti stávala terčem pravidelných útoků, v květnu 2023 měli Ukrajinci dle velitele 7. brigády taktického letectva Jevhena Bulacyka díky návratu dlouhodobě odstavených strojů do služby více operačních letadel než na počátku invaze.

#### Vrtulníkové letectvo
Vrtulníkové letectvo bylo nuceno působit v prostředí nasyceném hustou protivzdušnou obranou, od čehož se odvíjela taktika nasazení. Zásadní dopad měly ukrajinské vrtulníky na zásobování obklíčených jednotek a odvoz zraněných během bitvy o Mariupol od března do května 2022. Riskantní operace, kdy dvojice vrtulníků Mi-8 musela dvakrát přeletět zhruba 100 kilometrů území obsazeném ruskými silami, kvůli eliminaci hrozby zachycení radary navíc ve výšce pouhých zhruba 3-7 metrů nad zemí rychlostí 240-270 km/h, byla beze ztrát poprvé uskutečněna 21. března 2022. Celkem Ukrajinci takto dosáhli Mariupolu do 5. dubna sedmkrát (později se jim to i kvůli posílené protivzdušné obraně již nepodařilo), přičemž ztratili tři stroje i s posádkami, jeden Mi-8 byl poškozen střelbou z ručních zbraní.

#### Nasazení F-16
20. srpna 2023 nizozemský premiér Mark Rutte a ukrajinský prezident Volodymyr Zelenskyj společně prohlásili, že Ukrajina získá neupřesněný počet stíhaček F-16 z nizozemské a dánské výzbroje ihned po dokončení výcviku ukrajinských obsluh a úprav infrastruktury nutných pro jejich provoz a téhož dne dánská premiérka Mette Frederiksenová na tiskové konferenci s prezidentem Zelenským na letecké základně Skrydstrup přislíbila, že Dánsko daruje Ukrajině 19 stíhaček F-16. Celkem se může jednat až o 61 strojů.
Dne 31. července 2024 bylo oficiálně oznámeno dodání prvních šesti kusů. Ty byly před dodáním modernizovány a vybaveny i zařízením elektronického boje ECIPS/CJS, které mělo činit letoun obtížně detekovatelným ruskými radary.
Zpočátku byly tyto letouny nasazovány daleko od frontové linie k posílení protivzdušné obrany Ukrajiny a sestřelování střel s plochou dráhou letu nebo dronů. Právě během masivního ruského úderu 26. srpna 2024 Ukrajinci přišli o první F-16 včetně pilota Olexije Mese s krycím jménem "Moonfish", který měl předtím během mise sestřelit tři střely s plochou dráhou letu a jeden dron. Jako předběžný důvod ztráty byla uvedena chyba pilota, dle ukrajinské poslankyně Mariany Bezuhly však došlo k sestřelu vlastní protivzdušnou obranou, konkrétně systémem Patriot. Selhání na ukrajinské straně navíc nahrávala skutečnost, že krátce poté ukrajinský prezident Volodymyr Zelenskyj odvolal velitele letectva Mykolu Oleščuka. Sestřel ukrajinskou protivzdušnou obranou dle amerických představitelů citovaných deníkem The New York Times naopak nebyl pravděpodobný.
Po sestřelu ruského stíhacího bombardéru Su-34, ohlášeného 12. října 2024, se objevily spekulace, šířené rovněž ruskými zdroji, že se jednalo o první sestřel nepřátelského letounu strojem F-16 ukrajinského letectva. 7. prosince byla prezidentem Zelenským ohlášena druhá dodávka neznámého počtu (pravděpodobně šesti) letounů F-16 na Ukrajinu z Dánska. Dle ruských válečných blogerů měly stroje F-16 dle nepodložených informací operovat ze základen NATO mimo Ukrajinu. Do léta 2025 Ukrajinci obdrželi všech 24 F-16 slíbených Nizozemskem, dále 14 strojů z Norska a 12 z Dánska.
Intenzivnější nasazení F-16 v důsledku masivních ruských vzdušných útoků na jaře 2025 vedlo k výraznějším ztrátám, kdy na konci června 2025 Ukrajinci přišli již o čtvrtý (dle části zdrojů třetí) stroj a třetího pilota. V červnu 2025 si Ukrajinci nárokovali sestřel Su-35, kterého měli dosáhnout pomocí F-16.

#### Ztráty a náhrady
Ukrajinské letectvo za více než tři roky konfliktu do června 2025 prokazatelně přišlo o minimálně 108 letounů a 51 vrtulníků. Ty byly zčásti nahrazeny dodávkou letounů sovětské výroby, používaných ukrajinským letectvem, ze zemí NATO. Z Polska a Slovenska bylo dodáno minimálně celkem 27 Mig-29 (část z nich zřejmě neletuschopných jako zdroj náhradních dílů) a 18 Su-25 z Bulharska a Severní Makedonie. Celkem by dle slibů mělo být dodáno přes 130 letounů a 90 vrtulníků.
Od léta 2024 byly dodávány letouny F-16, jejichž celkový počet by měl dosáhnout 61 kusů. Potvrzeno bylo dodání také letounů Mirage-2000 z Francie, které by měly na Ukrajinu dorazit v prvním čtvrtletí roku 2025; v první várce se očekávalo dodání 3 strojů z celkových 12-20. Na konci prosince 2024 bylo ohlášeno dovršení výcviku pilotů na Mirage-2000. Švédská vláda v květnu 2024 přislíbila dodat dva letouny Saab 340 AEW&C, které by měly navýšit detekční schopnosti ukrajinských ozbrojených sil.
Spekuluje se přitom i o dalších západních letadlech, která by v budoucnu mohla posílit ukrajinské vzdušné síly, zejména Eurofighter Typhoon nebo JAS-39 Gripen.

## Letadlový park
| Letadlo                | Fotografie           | Země původu               | Typ                                   | Verze                                           | Ve službě                      | Poznámky |
| Cvičné letouny         | Cvičné letouny       | Cvičné letouny            | Cvičné letouny                        | Cvičné letouny                                  | Cvičné letouny                 | Cvičné letouny |
| ---------------------- | -------------------- | ------------------------- | ------------------------------------- | ----------------------------------------------- | ------------------------------ | --- |
| Aero L-39 Albatros     |                      | Československo            | Cvičný                                | L-39 / L-39M1                                   | 44                             | 3 L-39 byly modernizovány na standard L-39M1 (1 v roce 2011 a 2 v červnu 2012). V roce 2012 bylo opraveno dalších 12 letadel. |
| Jakovlev Jak-52        |                      | SSSR                      | Cvičný                                | Jak-52M                                         | 20[zdroj?]                     | Celkově 80 dodaných. Od roku 2024 využívány i při sestřelování nepřátelských dronů. |
| Stíhací letadla        |                      |                           |                                       |                                                 |                                | |
| General Dynamics F-16  |                      | USA                       | Víceúčelový stíhací letoun            | F-16AM/BM                                       | 40+, celkem bude dodáno až 79. | Oznámeno dodání až 61 letounů z Nizozemska, Dánska a Belgie. Dodávky začaly od 31. července 2024. |
| Mikojan-Gurevič MiG-29 |                      | SSSR                      | Víceúčelový stíhací letoun            | MiG-29 MiG-29S MiG-29A MiG-29UB MiG-29MU1       | 55                             | Z toho 8 pro výcvik. V roce 2013 bylo ve službě 80 letadel, 45 MiGů-29 bylo zajištěno ruskými ozbrojenými silami na letecké základně Belbek během krymské krize v roce 2014, 3 MiGy-29S a jeden MiG- 29UB. 37 MiGů-29 bylo odevzdáno zpět na Ukrajinu koncem května 2014 Pět MiGů-29 bylo modernizováno na standard MiG-29MU1 (jeden v roce 2011). Další dva byly modernizovány v roce 2012. MiGy měly být původně odstaveny z aktivní služby, ale v dubnu 2014 byly zavedeny do aktivní služby v důsledku nepokojů na Ukrajině. |
| Suchoj Su-27           |                      | SSSR                      | Stíhač na vybojování vzdušné nadvlády | Su-27 Su-27S Su-27C Su-27P Su-27UB              | 31                             | Z toho 6 pro výcvik. |
| Dassault Mirage 2000   |                      | Francie                   | Víceúčelový stíhací letoun            | Mirage 2000 5F                                  | ?                              | Francouzským prezidentem Macronem oznámeno plánované dodání nespecifikovaného počtu. |
| Bombardovací letadla   |                      |                           |                                       |                                                 |                                | |
| Suchoj Su-24           |                      | SSSR                      | Taktický bombardér                    | Su-24M                                          | 14                             | Celkem 120 dodaných. |
| Průzkumné letouny      |                      |                           |                                       |                                                 |                                | |
| Antonov An-30          |                      | SSSR                      | Průzkumný                             | An-30B                                          | 3                              | |
| Suchoj Su-24           |                      | SSSR                      | Průzkumný                             | Su-24MR                                         | 9 (na počátku roku 2022)       | Celkově 23 dodaných. |
| Saab 340 AEW&C         |                      | Švédsko                   | AEW&C                                 |                                                 | budou dodány 2 kusy            | |
| SHARK AERO SHARK       |                      | Česká republika Slovensko | Průzkumný                             |                                                 |                                | Upraven pro vedení elektronického boje a detekci nepřátelských dronů. |
| Bojová letadla         |                      |                           |                                       |                                                 |                                | |
| Suchoj Su-25           |                      | SSSR                      | Letadlo přímé podpory pozemních vojsk | Su-25 Su-25UB Su-25K Su-25UTG Su-25M1 Su-25UBM1 | 20                             | Z toho 4 pro výcvik. Celkově 46 dodaných. Čtyři Su-25M1 a jeden Su-25UBM1 byly modernizovány v letech 2010-2011. |
| Dopravní letadla       |                      |                           |                                       |                                                 |                                | |
| Iljušin Il-76          |                      | SSSR                      | Dopravní                              | Il-76MD                                         | 19                             | |
| Antonov An-178         |                      | Ukrajina                  | Dopravní                              |                                                 | 3 objednané                    | |
| Antonov An-70          |                      | Ukrajina                  | Dopravní                              | An-70                                           | 2[zdroj?]                      | |
| Antonov An-2           |                      | SSSR Polsko               | Dopravní                              | An-2                                            | 2[zdroj?]                      | |
| Antonov An-24          |                      | SSSR                      | Dopravní                              | An-24                                           | 3                              | |
| Antonov An-26          |                      | SSSR                      | Dopravní                              | An-26                                           | 19+2                           | Několik letadel bylo modernizováno na létající nemocnice An-26 "Vita". Jeden An-26 byl 14. července 2014 zničen nedaleko obce Izvaryne. 2 vrtulníky ve službě u námořnictva. |
| Tupolev Tu-134         |                      | SSSR                      | VIP přeprava                          |                                                 | 2[zdroj?]                      | |
| Vrtulníky              |                      |                           |                                       |                                                 |                                | |
| Mil Mi-8/17            |                      | SSSR                      | Dopravní vrtulník                     | Mi-17 Mi-8MT                                    | 15+59                          | 59 vrtulníků ve službě u pozemních sil. Celkově bylo dodáno přibližně 100 vrtulníků. |
| Mi-8MSB1 Mi-8MSB-B     |                      | SSSR Ukrajina             | Dopravní vrtulník                     | Mi-8MT                                          | Objednaný                      | Modernizovaný ukrajinskými vzdušnými silami. |
| Mil Mi-24              |                      | SSSR                      | Bojový / dopravní vrtulník            | Mi-24P Mi-24V Mi-24PM                           | 33                             | Všech 33 vrtulníků ve službě u pozemních sil. |
| Mi-2MSB2               |                      | Polsko Ukrajina           | Lehký dopravní vrtulník               | Mi-2                                            | 11                             | Modernizovaný ukrajinskými vzdušnými silami. Všech 11 ve službě u pozemních sil. |
| Bezpilotní letadla     |                      |                           |                                       |                                                 |                                | |
| Tu-141                 | Tu-141 with launcher | SSSR                      | Průzkumný bezpilotní letoun           | Tu-141 Tu-143                                   | ?                              | Po invazi v roce 2022 transformovány na řízené střely. |
| Bayraktar TB2          |                      | Turecko                   | Bojový bezpilotní letoun              | Bayraktar TB2                                   | ?                              | Od roku 2022 dodáno 35+ kusů. |

## Výzbroj
Ukrajina i po ruské invazi využívala zejména již zastaralé radary a výzbroj v podobě sovětských raket vzduch-vzduch krátkého dosahu R-60 a R-73 a středního dosahu R-27, které znamenaly zásadní nevýhodu ve vzdušných soubojích proti modernějším ruským strojům. Zásadním posílením se tak staly střely vzduch-vzduch AIM-120 AMRAAM, dodané Spojenými státy pro letouny F-16. Další modernější zbraně jako protiradarové střely AGM-88 HARM, naváděcí soupravy JDAM nebo střely s plochou dráhou letu Storm Shadow/SCALP byly modifikovány i na ukrajinské stroje sovětské výroby.

## Pozemní protivzdušná obrana
Po zrušení sil protivzdušné obrany jako samostatného druhu ozbrojených sil v roce 2004 přešlo jejich vybavení a funkce pozemní protivzdušné obrany státu do pravomoci letectva. Výrazné změny v organizaci nastaly po roce 2014, kdy země musela reagovat na válku na Donbase. Protivzušná obrana byla rozdělena na čtyři oblasti s velitelstvími ve Lvově, Oděse, Vasylkivu a Dnipru (do roku 2016 pod názvem Dněpropetrovsk). Ukrajinští představitelé dále rozhodli o modernizaci starších a mnohdy již zastaralých protivzdušných kompletů, mezi něž patřily systémy krátkého dosahu jako samohybný 2K12 Kub a 9K330 Tor a mobilní S-125 Něva, středního dosahu S-300 (různých variant) a dlouhého dosahu, kam patřil systém S-200. Ve výzbroji se dále nacházely i systémy krátkého doletu 9K33 Osa, 9K35 Strela-10, ZSU-23-4 Šilka a 2S6 Tunguska a středního doletu 9K37 Buk. Zranitelná však nadále byla ukrajinská protivzdušná obrana zejména proti moderním ruským balistickým raketám jako Iskander a Kinžal, před kterými měly Ukrajinu chránit reaktivované systémy S-300V1.

### Ruská invaze
V roce 2022 přes ruskou invazí tvořily páteř protivzdušné obrany systémy S-300PT a PS. Potlačení ukrajinské protivzdušné obrany se stalo jedním z hlavních cílů ruských raketových útoků z 24. února, ovšem ty přes ztráty na ukrajinské straně nedosáhly očekávaných výsledků, kvůli čemuž ruské síly nedokázaly získat vzdušnou převahu a uspět v klíčové bitvě o letiště Hostomel v úvodních hodinách invaze. Klíčem k přežití se pro ukrajinskou protivzdušnou obranu stala taktika přepadů, kdy se ihned po útoku musela přemístit, aby nebyla zasažena ruskou palbou. Přesto do ledna 2025 Ukrajinci přišli minimálně o 166 kusů protiletadlových raketových kompletů a 35 samohybných protiletadlových děl.
Zásadní pomoc při protivzdušné obraně země poskytly zejména Spojené státy americké a Německo, které od začátku invaze do září 2024 dodaly nebo slíbily dodat 5 baterií systému MIM-104 Patriot, 12 baterií NASAMS, 67 samohybných protiletadlových děl Gepard, 13 systémů IRIS-T SLS a 11 IRIS-T SLM včetně munice. Další stovky protiletadlových děl a jednotky baterií a odpalovacích zařízení protiletadlových raketových kompletů středního a velkého dosahu poskytly ostatní země NATO.

### Výzbroj protivzdušné obrany
Následující tabulka zachycuje známý stav k roku 2021:
| Název                  | Fotografie             | Země původu            | Typ                    | Verze                  | Počet                  | Poznámky |
| Protiletadlové systémy | Protiletadlové systémy | Protiletadlové systémy | Protiletadlové systémy | Protiletadlové systémy | Protiletadlové systémy | Protiletadlové systémy |
| ---------------------- | ---------------------- | ---------------------- | ---------------------- | ---------------------- | ---------------------- | --- |
| S-300                  |                        | Sovětský svaz          | PLRK dlouhého dosahu   | P/PS/PT                | 250                    | Vojska PVO pozemních sil disponují menším počtem verze S-300V. Během ruského útoku v roce 2022 byl Ukrajině darován 1 komplet verze S-300PMU z výzbroje vzdušných sil Slovenska. |
| 9K37 Buk               |                        | Sovětský svaz          | PLRK středního dosahu  | 9K37M Buk-M1           | 72                     | V roce 2023 začala být vypouštěcí zařízení adaptována pro americké střely RIM-7, které ale mají kratší dosah než původní.                                                        |
| S-125 Něva             |                        | Sovětský svaz          | PLRK krátkého dosahu   | S-125 Pečora           | Menší počet            | |

## Struktura
Struktura ukrajinského letectva k srpnu 2023:
| Ukrajinské letectvo                                     | Ukrajinské letectvo                   | Ukrajinské letectvo                       | Ukrajinské letectvo          | Ukrajinské letectvo |
| Velitelství                                             | Velitelství                           | Velitelství                               | Velitelství                  | Velitelství         |
| Název                                                   | Součásti                              | Velitel                                   | Umístění                     |                     |
| ------------------------------------------------------- | ------------------------------------- | ----------------------------------------- | ---------------------------- | ------------------- |
| Vrchní velitelství vzdušných sil                        |                                       | genpor. Mykola Oleščuk                    | Vinnycja                     |                     |
| Velitelství vzdušných sil Západ                         |                                       | genmjr. Borys Henov                       | Lvov                         |                     |
| Velitelství vzdušných sil Střed                         |                                       | genpor. Anatolij Kryvonožko               | Vasylkiv                     |                     |
| Velitelství vzdušných sil Jih                           |                                       | genmjr. Dmytro Karpenko                   | Oděsa                        |                     |
| Velitelství vzdušných sil Východ                        |                                       | genmjr. Ivan Terebucha                    | Dnipro                       |                     |
| Letecké síly                                            |                                       |                                           |                              |                     |
| Název                                                   | Výzbroj                               | Velitelství                               | Letecká základna             |                     |
| 7. brigáda taktického letectva                          | Su-24M/MR                             | Vrchní velitelství vzdušných sil          | Starokosťantyniv             |                     |
| 15. brigáda dopravního letectva                         | An-24, An-26, An-30B, Tu-134A-3, Mi-8 | Vrchní velitelství vzdušných sil          | Boryspil                     |                     |
| 25. brigáda dopravního letectva                         | Il-76M/MD, Il-78, An-26               | Vrchní velitelství vzdušných sil          | Melitopol (před okupací)     |                     |
| 39. brigáda taktického letectva                         | Su-27                                 | Velitelství vzdušných sil Střed           | Ozerne                       |                     |
| 40. brigáda taktického letectva                         | MiG-29                                | Velitelství vzdušných sil Střed           | Vasylkiv                     |                     |
| 114. brigáda taktického letectva                        | MiG-29                                | Velitelství vzdušných sil Západ           | Ivano-Frankivsk              |                     |
| 203. výcviková brigáda                                  | L-39, An-26, Mi-2                     | Národní letecká univerzita Ivana Kožeduba | Čuhujiv (před okupací)       |                     |
| 204. brigáda taktického letectva                        | Mig-29                                | Velitelství vzdušných sil Západ           | Luck                         |                     |
| 299. brigáda taktického letectva                        | Su-25                                 | Vrchní velitelství vzdušných sil          | Kulbakino                    |                     |
| 383. brigáda bezpilotních prostředků                    | Bayraktar TB2                         | Vrchní velitelství vzdušných sil          | Chmelnyckyj                  |                     |
| 456. brigáda dopravního letectva                        | An-12, An-24, An-26, Mi-8             | Vrchní velitelství vzdušných sil          | Mezinárodní letiště Vinnycja |                     |
| 831. brigáda taktického letectva                        | Su-27                                 | Velitelství vzdušných sil Střed           | Myrhorod                     |                     |
| Protivzdušná obrana                                     |                                       |                                           |                              |                     |
| Název                                                   | Výzbroj                               | Velitelství                               | Umístění                     |                     |
| Brigády                                                 |                                       |                                           |                              |                     |
| 96. protiletadlová raketová brigáda                     | S-300PS, Patriot                      | Velitelství vzdušných sil Střed           | Danylivka                    |                     |
| 138. protiletadlová raketová brigáda                    | S-300PS, S-300PT, Patriot             | Velitelství vzdušných sil Východ          | Dnipro                       |                     |
| 160. protiletadlová raketová brigáda                    | S-300PS                               | Velitelství vzdušných sil Jih             | Oděsa                        |                     |
| 201. protiletadlová raketová brigáda                    | S-300PS, S-300V1                      | Velitelství vzdušných sil Jih             | Pervomajsk                   |                     |
| 208. protiletadlová raketová brigáda                    | S-300PS, S-300PT                      | Velitelství vzdušných sil Jih             | Cherson                      |                     |
| Pluky                                                   |                                       |                                           |                              |                     |
| 11. protiletadlový raketový pluk                        | Buk-M1                                | Velitelství vzdušných sil Západ           | Šepetivka                    |                     |
| 14. protiletadlový raketový pluk                        | MIM-23 Hawk                           | Velitelství vzdušných sil Střed           | Poltavská oblast             |                     |
| 156. protiletadlový raketový pluk                       | Buk-M1                                | Velitelství vzdušných sil Střed           | Zolotonoša                   |                     |
| 210. protiletadlový raketový pluk                       | S-300V1                               | Velitelství vzdušných sil Střed           | Umaň                         |                     |
| 223. protiletadlový raketový pluk                       | Buk-M1                                | Velitelství vzdušných sil Západ           | Stryj                        |                     |
| 225. protiletadlový raketový pluk                       | Nespecifikováno                       | Velitelství vzdušných sil Východ          | Poltava                      |                     |
| 301. protiletadlový raketový pluk                       | S–300PS                               | Velitelství vzdušných sil Východ          | Nikopol                      |                     |
| 302. protiletadlový raketový pluk                       | S–300PT                               | Velitelství vzdušných sil Východ          | Charkov                      |                     |
| 540. protiletadlový raketový pluk                       | S–300PS, S–300PT                      | Velitelství vzdušných sil Západ           | Kamjanka-Buzka               |                     |
| Radiotechnické jednotky                                 |                                       |                                           |                              |                     |
| Název                                                   | Vybavení                              | Velitelství                               | Umístění                     |                     |
| 1. radiotechnická brigáda                               |                                       | Velitelství vzdušných sil Západ           | Lypniki                      |                     |
| 14. radiotechnická brigáda                              |                                       | Velitelství vzdušných sil Jih             | Oděsa                        |                     |
| 19. záchytná brigáda speciálního určení                 |                                       | Vrchní velitelství vzdušných sil          | Halycynove                   |                     |
| 138. radiotechnická brigáda                             |                                       | Velitelství vzdušných sil Střed           | Vasylkiv                     |                     |
| 164. radiotechnická brigáda                             |                                       | Velitelství vzdušných sil Východ          | Charkov                      |                     |
| Spojovací jednotky                                      |                                       |                                           |                              |                     |
| Název                                                   | Vybavení                              | Velitelství                               | Umístění                     |                     |
| 31. samostatný pluk spojovací a radiotechnické podpory  |                                       | Velitelství vzdušných sil Střed           | Kyjev                        |                     |
| 43. samostatný pluk spojovací a radiotechnické podpory  |                                       | Velitelství vzdušných sil Jih             | Oděsa                        |                     |
| 57. samostatný pluk spojovací a radiotechnické podpory  |                                       | Velitelství vzdušných sil Východ          | Dnipro                       |                     |
| 76. samostatný pluk spojovací a radiotechnické podpory  |                                       | Velitelství vzdušných sil Západ           | Lypniki                      |                     |
| 101. samostatný pluk spojovací a radiotechnické podpory |                                       | Vrchní velitelství vzdušných sil          | Vinnycja                     |                     |
| 182. samostatný pluk spojovací a radiotechnické podpory |                                       | Vrchní velitelství vzdušných sil          | Vinnycja                     |                     |
| Jednotky elektronického boje                            |                                       |                                           |                              |                     |
| Název                                                   | Vybavení                              | Velitelství                               | Umístění                     |                     |
| 17. prapor elektronického boje                          |                                       | Velitelství vzdušných sil Západ           | Kolomyja                     |                     |
| 1194. prapor elektronického boje                        |                                       | Velitelství vzdušných sil Jih             | Pervomajsk                   |                     |
| 2204. prapor elektronického boje                        |                                       | Velitelství vzdušných sil Střed           | Vasylkiv                     |                     |
| Pozemní jednotky letectva                               |                                       |                                           |                              |                     |
| Název                                                   | Vybavení                              | Velitelství                               | Umístění                     |                     |
| 1. střelecká brigáda vzdušných sil                      |                                       | Vrchní velitelství vzdušných sil          |                              |                     |
| 28. letištní ženijní prapor                             |                                       | Velitelství vzdušných sil Jih             | Mykolajiv                    |                     |
| 352. letištní ženijní prapor                            |                                       | Velitelství vzdušných sil Západ           | Chmelnyckyj                  |                     |

## Speciální jednotky letectva

### Aerorozvědka
Elitní ukrajinská jednotka bezpilotních letounů, začleněná přímo pod Generální štáb ukrajinských ozbrojených sil, sdružuje 50 oddílů zkušených pilotů dronů a disponuje širokou paletou vybavení.[zdroj?] Jednotka bezpilotních letounů vznikla v roce 2014 původně jako amatérský projekt leteckých modelářů. Poté, co se osvědčila v boji proti ruským silám na Krymu, byla začleněna do ozbrojených sil.
Ve vybavení jednotky zaujímaly výjimečné místo turecké drony Bayraktar TB2, které díky kameře pro noční vidění mohou útočit v noci. Aerorozvědka využívá vše od levných komerčních dronů až po těžké, na zakázku vyrobené oktokoptéry, které jsou upraveny tak, aby mohly shazovat protitankové granáty a používat termokamery. Komerční drony mají široké využití - například kontrolují, zda je bezpečné opustit bunkr, mohou pomoci hledat oběti bombardování nebo dokumentovat ničení a válečné zločiny.[zdroj?]
K navádění dronů se využívají běžné komerční komunikační kanály, ale jednotky mají k dispozici také zabezpečený satelitní systém Starlink, který zajišťuje vysokou rychlost přenosu dat. Ukrajině ho poskytl Elon Musk. K němu jsou připojeny i ty technologicky nejdokonalejší drony. USA přislíbily dodávku speciálních dronů AeroVironment Switchblade, které se vypouštějí z přenosného zařízení podobného minometu, nesou asi 5 kg nálože a likvidují těžkou techniku jako kamikaze.

## Hodnosti

### Mužstvo a poddůstojníci
| Hodnostní skupina | Mužstvo       | Mužstvo                       | Nižší poddůstojníci               | Nižší poddůstojníci | Vyšší poddůstojníci             | Vyšší poddůstojníci               | Vyšší poddůstojníci       | Vyšší poddůstojníci             | Vyšší poddůstojníci                             | Vyšší poddůstojníci                               |
| ----------------- | ------------- | ----------------------------- | --------------------------------- | ------------------- | ------------------------------- | --------------------------------- | ------------------------- | ------------------------------- | ----------------------------------------------- | ------------------------------------------------- |
|                   |               |                               |                                   |                     |                                 |                                   |                           |                                 |                                                 |                                                   |
|                   | Солдат Soldat | Старший солдат Staršyj soldat | Молодший сержант Molodšyj seržant | сержант Seržant     | Старший сержант Staršyj seržant | Головний сержант Holovnyj seržant | Штаб-сержант Štab-seržant | Майстер-сержант Majster-seržant | Старший майстер-сержант Staršyj majster-seržant | Головний майстер-сержант Holovnyj majster-seržant |

### Důstojníci a generálové
| Hodnostní skupina | Kadeti          | Nižší důstojníci                      | Nižší důstojníci    | Nižší důstojníci                    | Nižší důstojníci | Vyšší důstojníci | Vyšší důstojníci          | Vyšší důstojníci    | Generálové                          | Generálové                  | Generálové                          | Generálové      | Generálové |
| ----------------- | --------------- | ------------------------------------- | ------------------- | ----------------------------------- | ---------------- | ---------------- | ------------------------- | ------------------- | ----------------------------------- | --------------------------- | ----------------------------------- | --------------- | ---------- |
|                   |                 |                                       |                     |                                     |                  |                  |                           |                     |                                     |                             |                                     |                 |            |
|                   | Kурсант Kursant | Молодший лейтенант Molodšyj lejtenant | лейтенант Lejtenant | Старший лейтенант Staršyj lejtenant | Капітан Kapitan  | Майор Major      | Підполковник Pidpolkovnyk | полковник Polkovnyk | Бригадний генерал Bryhadnyj heneral | Генерал-майор Heneral-major | Генерал-лейтенант Heneral-lejtenant | Генерал Heneral |            |